# Malin Persson (svensk skuespiller)
 For alternative betydninger, se Malin Persson. (Se også artikler, som begynder med Malin Persson)
Malin Persson (født 28. februar 1992, Stockholm) er en svensk skuespiller, der blandt andet er kendt for sine roller i tv-serierne Rebecka Martinsson, Mord i Skærgården og Familien Löwander.
Hun er uddannet på Teaterhögskolan og Stockholms dramatiska högskola, hvor hun blev færdig i 2013. Malin Persson har også haft enkelte filmroller, blandt andet i filmene Dröm vidare og Den störste.

## Filmografi

### Tv-serier
- 2021 - Knutby - Irma
- 2021 - Thunder in My Heart - Janice
- 2021 - Leif & Billy – “Slangens datter”
- 2017-2020 - Familien Löwander - Sonja
- 2020 - Kommissæren og havet – Lena
- 2018 - Mord i Skærgården - Ebba
- 2017 - Fortidens spor – Sophie Borg som ung
- 2017 - Rebecka Martinsson – Anki Lindmark
- 2016 - Juicebaren – Sindra
- 2016 - Midnatssol – Linnea
- 2015 - Arne Dahl: En skærsommernatsdrøm – Desire Andersson
- 2010 - Manden der ikke var morder – ung betjent

### Film
- 2017 - Den störste – Elin
- 2017 - Dröm vidare – Emmy
- 2016 - Flykten til framtiden – Ulla
- 2016 - Den alvorsfulde leg – Felicia
- 2015 - Alena - Lollo
- 2013 - Jungfrufärd – Astrid